# 扎克·哈廷
扎克·哈廷（英語：Zach Harting，1997年8月27日—）是一名出生於美國亚拉巴马州的游泳運動員，曾經獲得2018年泛太平洋游泳錦標賽男子200米蝶泳銅牌，及2017年夏季世界大學運動會男子4×100米自由泳接力和4×100米混合泳接力金牌。

## 外部連結
- 扎克·哈廷的X（前Twitter）
- 扎克·哈廷的Instagram帳戶